# Jacques Chaudron
Jacques Auguste Chaudron (5. června 1889, Paříž – 16. června 1969, Paříž) byl francouzský reprezentační hokejový obránce.
V roce 1924 byl členem Francouzského hokejové týmu, který skončil šestý na zimních olympijských hrách.